# Dreams Realized
Pour plus de détails, voir Fiche technique et Distribution.
Dreams Realized (littéralement : Rêves réalisés) est un film muet américain réalisé par Frank Cooley, sorti en 1915.

## Fiche technique
- Titre : Dreams Realized
- Réalisation : Frank Cooley
- Scénario :
- Producteur :
- Société de production : American Film Manufacturing Company
- Société de distribution : Mutual Film
- Pays de production :  États-Unis
- Langue : film muet avec les intertitres en anglais
- Métrage : 600 m
- Format : Noir et blanc — 35 mm — 1,33:1 — Muet
- Genre : Film dramatique
- Durée : 20 minutes
- Date de sortie : 
  - États-Unis : 7 mai 1915

## Distribution
- Webster Campbell : le jeune docteur
- Virginia Kirtley : la fille du vieil acteur
- Irving Cummings : le vieil acteur
- Joe Harris : le comte